# Hordijiwka (przystanek kolejowy)
Hordijiwka (ukr. Гордіївка) – przystanek kolejowy w miejscowości Hordijiwka, w rejonie żytomierskim, w obwodzie żytomierskim, na Ukrainie. Położony jest na linii Koziatyn – Berdyczów – Szepetówka.